# Шикозе Мба
Шикозе Емануел Мба (на английски: Chigozie Emmanuel Mbah) e нигерийски футболист, който играе за Славия (София).

## Клубна кариера

### МШК Жилина
Той премина в МШК Жилина от по-ниска английска лига през зимата на 2016. Той направи своя дебют за отбора си срещу МШК Скалица на 26 февруари 2016. 

### Славия (София)
През юни 2017, той преминава в българския Славия (София). 